# Данстаффнидж
Данстаффнидж (гэльск. Caisteal Dhùn Stainis; англ. Dunstaffnage Castle) — шотландский замок, который расположен в округе Аргайл-энд-Бьют, в Шотландии. Построен в 1220-е годы королём Аргайла Дунканом.